# Lu Verne
Lu Verne es una ciudad ubicada en el condado de Kossuth en el estado estadounidense de Iowa. En el Censo de 2010 tenía una población de 261 habitantes y una densidad poblacional de 44,59 personas por km².

## Geografía
Lu Verne se encuentra ubicada en las coordenadas 42°54′33″N 94°5′1″O / 42.90917, -94.08361. Según la Oficina del Censo de los Estados Unidos, Lu Verne tiene una superficie total de 5.85 km², de la cual 5,85 km² corresponden a tierra firme y (0 %) 0 km² es agua.

## Demografía
Según el censo de 2010, había 261 personas residiendo en Lu Verne. La densidad de población era de 44,59 hab./km². De los 261 habitantes, Lu Verne estaba compuesto por el 96,93 % blancos, el 1,53 % eran amerindios, el 0,38 % eran de otras razas y el 1,15 % eran de una mezcla de razas. Del total de la población el 3,83 % eran hispanos o latinos de cualquier raza.